# Saint-Germain-de-Martigny
Saint-Germain-de-Martigny is een gemeente in het Franse departement Orne (regio Normandië) en telt 100 inwoners (2009). De plaats maakt deel uit van het arrondissement Mortagne-au-Perche.

## Geografie
De oppervlakte van Saint-Germain-de-Martigny bedraagt 3,8 km², de bevolkingsdichtheid is dus 26,3 inwoners per km².
De onderstaande kaart toont de ligging van Saint-Germain-de-Martigny met de belangrijkste infrastructuur en aangrenzende gemeenten.

## Demografie
Onderstaande figuur toont het verloop van het inwonertal (bron: INSEE-tellingen).